# Municipio de Hurricane (condado de Saline)
El municipio de Hurricane (en inglés: Hurricane Township) es un municipio ubicado en el condado de Saline en el estado estadounidense de Arkansas. En el año 2010 tenía una población de 2601 habitantes y una densidad poblacional de 68,06 personas por km².

## Geografía
El municipio de Hurricane se encuentra ubicado en las coordenadas 34°31′0″N 92°24′42″O / 34.51667, -92.41167. Según la Oficina del Censo de los Estados Unidos, el municipio tiene una superficie total de 38.22 km², de la cual 38,21 km² corresponden a tierra firme y (0,03 %) 0,01 km² es agua.

## Demografía
Según el censo de 2010, había 2601 personas residiendo en el municipio de Hurricane. La densidad de población era de 68,06 hab./km². De los 2601 habitantes, el municipio de Hurricane estaba compuesto por el 94,62 % blancos, el 0,54 % eran afroamericanos, el 0,42 % eran amerindios, el 1,31 % eran asiáticos, el 1,58 % eran de otras razas y el 1,54 % eran de una mezcla de razas. Del total de la población el 2,96 % eran hispanos o latinos de cualquier raza.